# Гераеи, Мухаммадали
Мухаммадали Абдулхамид Гераеи (перс. محمدعلی گرایی‎; род. 2 мая 1994 года) — иранский борец греко-римского стиля. Бронзовый призёр чемпионата мира 2017, чемпионата мира 2019 года в категории до 77 кг,Победитель чемпионата мира 2024. Победитель Азиатских игр 2018 и Исламских игр солидарности 2017. Дважды становился серебряным призёром чемпионатов Азии. Старший брат борца Гераеи, Мохаммад Реза.
На предолимпийском чемпионате планеты в Казахстане в 2019 году в весовой категории до 77 кг, Мухаммадали завоевал бронзовую медаль и получил олимпийскую лицензию для своего национального Олимпийского комитета.
На чемпионате мира в Албании в 2024 году в весовой категории до 82 кг,Мухаммадали стал победителем и обладателем золотой медали.